# Lichtblau.wagner architekten generalplaner zt
lichtblau.wagner architekten generalplaner zt gmbh ist ein österreichisches Architekturbüro und wurde als Zusammenschluss der Architekten Andreas Lichtblau und Susanna Wagner  1987 in Wien gegründet. Der Schwerpunkt des Architekturbüros liegt bei Geschäftsumbauten und dem Bau von Privathäusern, öffentlichem Wohnbau, Kliniken und Gemeindezentren.

## Architekten
Andreas Lichtblau (* 1961)Hochschullehrer, ab 2011 Vorstand des Instituts für Wohnbau an der Technischen Universität Graz. Architekturstudium an den Technischen Universitäten Wien und Graz, Diplom 1989. 1990–1994 Assistent an der TU-Graz, Institut für Gebäudelehre und Wohnbau, 1991 Lehrauftrag an der TU-Graz.
Susanna Wagner (* 1966)Architekturstudium an der Technischen Universität Wien, Diplom 1993. Seit 2010 Studiobetreuung am Institut für Gebäudelehre, TU Wien. Seit 2007 Mitglied des Gestaltungsbeirates Niederösterreich.

## Preise und Auszeichnungen
- European Mies van der Rohe Award 2011, Nominierung Gesundheits- und Krankenpflegeschule, Wien[1]
- Piranesi Award 2010, Nominierung für Gesundheits- und Krankenpflegeschule, Wien
- Faith & Form 2006 Honour Award, The American Institute of Architecture, Washington DC, USA, Pfarrzentrum Podersdorf[2]
- Faith & Form 2006 Merit Award, The American Institute of Architecture, Washington DC, USA, Innenausstattung Dom Eisenstadt[3]
- 2006 International Architecture Award, The Chicago Athenaeum, Pfarrzentrum Podersdorf
- Auszeichnung Best of Europe, Colour 2004, Köln, stadt.raum dom eisenstadt
- Architekturpreis des Landes Burgenland 2004, Pfarrzentrum Podersdorf
- Auszeichnung für vorbildliche Planung, Landesregierung Niederösterreich 2003, Fachhochschule IMC, Piaristen Krems
- European Mies van der Rohe Award 2003, Nominierung für Pfarrzentrum Podersdorf
- Preis für ausgezeichnete Unternehmenskultur, Wien 2000, büro.haus gleisdorf
- Architekturpreis des Landes Steiermark 1998, büro.haus gleisdorf[4]

## Realisierungen (Auswahl)
- Wohnbau Schönbrunner Straße 158, Wien, Bauträgerwettbewerb 2009, 1. Preis, Fertigstellung 2011
- Gesundheits- und Krankenpflegeschule der Stadt Wien, Wien, Gutachterverfahren 2004, 1. Preis, Fertigstellung 2010
- Klangforum Wien, Fertigstellung 2004[5]
- Dom Eisenstadt – Neugestaltung des Domes, Wettbewerb 2000, 1. Preis Fertigstellung 2003
- Pfarrzentrum Podersdorf, Geladener Wettbewerb 1998, 1. Preis, Fertigstellung 2002
- Fachhochschule IMC, Piaristen Krems, Studie 1999, Fertigstellung 1. Etappe 2001
- Vignobles du Sud Ouest, Vinothek, Studie 1998, Realisierung 1998
- Bürohaus Gleisdorf, Studie 1993–1994, Fertigstellung 1998